# Philipp Maria Halm
Philipp Maria Martin Halm (* 1. Oktober 1866 in Mainz; † 1. Februar 1933 in München) war ein deutscher Kunsthistoriker. Von 1920 bis 1931 war er Generaldirektor des Bayerischen Nationalmuseums.

## Leben
Halm war Sohn eines rheinhessischen Gastwirtes und Brauereibesitzers und dessen fränkischer Frau. Er wuchs in der Heimatstadt seiner Mutter, Bamberg, auf und besuchte zunächst eine Realschule. Siebzehnjährig ging er nach Berlin, um bildender Künstler zu werden. Er wurde in jener Zeit etwa durch den Schweizer Künstler Karl Stauffer-Bern inspiriert. Nach zwei Jahren unter der Obhut seines älteren Bruders, dem bekannten Radierer Peter Halm, zog er nach München, wo er sich an der Königlichen Kunstgewerbeschule einschrieb und u. a. von Fritz von Miller, der eine Metallklasse verantwortete, unterwiesen wurde. Nachdem er als Privatstudierender das Absolutorium nachgeholt hatte, studierte er Kunstgeschichte, Klassische Archäologie und deutsche Literaturgeschichte an der Universität München. Zu seinen Lehrern gehörten u. a. Franz Reber und Berthold Riehl, weiterhin wurde er durch Riehls Vater Wilhelm Heinrich Riehl beeinflusst. 1894 wurde er bei Berthold Riehl am Institut für Kunstgeschichte mit der Dissertation Die Künstlerfamilie der Asam. Ein Beitrag zur Kunstgeschichte Süddeutschlands im 17. und 18. Jahrhundert zum Dr. phil. (summa cum laude) promoviert.
Ab 1893 arbeitete er unter Riehl als wissenschaftlicher Hilfsarbeiter an der Inventarisation der Kunstdenkmäler Bayerns bei dem damals dem Bayerischen Nationalmuseum angeschlossenen Landesamt für Denkmalpflege in München. Außerdem lehrte er von 1898 bis 1906 Kunstgeschichte und Stillehre an der Kunstgewerbeschule ebendort. 1903 wurde er Bibliothekar und 1905 Konservator am Bayerischen Nationalmuseum. 1914 übertrug man ihm die Führung der Geschäfte, 1916 wurde er als Nachfolger des Kunsthistorikers Hans Stegmann Direktor. Er baute sodann die volkskundliche Abteilung aus. 1920 erfolgte die Ernennung zum Generaldirektor, wodurch er auch die Leitung des Bayerischen Armeemuseums und des Theatermuseums übernahm. 1925 verantwortete er die Einrichtung der dem Nationalmuseum als „Neue Sammlung“ angegliederten Abteilung für moderne Gewerbekunst. 1928/29 war er außerdem Generalkonservator des Bayerischen Landesamts für Denkmalpflege. Seinerzeit wurde das dortige Referat Heimatpflege begründet.
Seine Schwerpunkte waren Plastik und Malerei des Spätmittelalters und der Frührenaissance in Süddeutschland (Altbayern, Schwaben, Tirol und Salzburg), die mittelalterliche Ikonographie (spätgotische Grabmalkunst) sowie die Volkskunst und Volkskunde. Halm beschäftigte sich in Aufsätzen mit damals unbekannteren Künstlern wie Hans Valkenauer. Durch seine Arbeit zu Adolf Dauher und Hans Daucher wurde 1921 die Fuggerkapelle bei Sankt Anna in Augsburg im ursprünglichen Zustand wiederhergestellt.
Halm war ordentliches Mitglied der Kommission für Bayerische Landesgeschichte sowie Mitglied der Kommissionen der Veste Coburg, deren Sammlungen er neuordnete, und des Germanischen Museums Nürnberg. Bis zu seinem Tode war er auch Mitglied der Sektion Bildende Kunst der Deutschen Akademie in München. Außerdem war er Vorsitzender des Bayerischen Kunstgewerbevereins und engagierte sich für die Kunstgewerbeausstellungen in München. Von 1926 bis 1933 war er Erster Vorsitzender des Bayerischen Landesvereins für Heimatschutz. In seiner Amtszeit wurde im Augsburger Verlag Dr. Benno Filser die Reihe Führer durch die bayerischen Orts- und Heimatmuseen begründet. 1929 gewann er das Nationalmuseum für die Vereinszeitschrift Bayerischer Heimatschutz. Der Verein überließ dem Nationalmuseum dessen volkskundliche Sammlungen als Leihgabe. Nicht zuletzt war er Leiter der Abteilung Bayern des Alldeutschen Verbandes, die durch Theodor Heppner geprägt wurde. Ihm zu Ehren wurde 1918 durch den Nürnberger Medailleur Max Heilmaier eine Plakette (Staatliche Münzsammlung München) und um 1926 durch den Münchner Bildhauer Bernhard Bleeker eine Büste (Bayerisches Nationalmuseum) gestaltet. Halm wurde ferner zum Geheimen Regierungsrat ernannt.
Halm war verheiratet und Vater zweier Kinder; sein Sohn Peter (1900–1966) wurde ebenfalls Kunsthistoriker und war von 1948 bis 1965 Direktor der Staatlichen Graphischen Sammlung München. Sein Bruder Peter Halm (1854–1923) war Professor für Radierkunst an der Münchner Kunstakademie.
Er wurde auf dem Münchner Westfriedhof beigesetzt.

## Schriften (Auswahl)
- Die Künstlerfamilie der Asam. Ein Beitrag zur Kunstgeschichte Süddeutschlands im 17. und 18. Jahrhundert. Lentner, München 1896
- Adolf Daucher und die Fuggerkapelle bei St. Anna in Augsburg. Abt. 1: Die Bildwerke in Holz und Stein vom 12. Jahrhundert bis 1450. Duncker & Humblot, München u. a. 1921 (= Studien zur Fuggergeschichte, Heft 6).
- mit Georg Lill: Die Bildwerke des Bayerischen Nationalmuseums. Dr. B. Filser & Co., Augsburg 1924 (= Kataloge des Bayerischen Nationalmuseums, Band 13, 1).
- Studien zur süddeutschen Plastik. Altbayern und Schwaben, Tirol und Salzburg. 2 Bände. Dr. B. Filser, Augsburg 1926.
- Erasmus Grasser. Dr. B. Filser, Augsburg 1928 (= Studien zur süddeutschen Plastik, Band 3).
- mit Rudolf Berliner: Das Hallesche Heiltum. Manuskript Aschaffenburg 14. Deutscher Verein für Kunstwissenschaft, Berlin 1931; ub.uni-heidelberg.de